# Pedioplanis breviceps
Espèce
Synonymes
- Eremias breviceps Sternfeld, 1911

Pedioplanis breviceps est une espèce de sauriens de la famille des Lacertidae.

## Répartition
Cette espèce est endémique de Namibie.

## Publication originale
- Sternfeld, 1911 : Zur Herpetologie Südwestafrikas. Mitteilung aus dem Zoologischen Museum in Berlin, vol. 5, p. 393-411 (texte intégral).